# Hermann Panzo
Hermann Panzo (ur. 8 lutego 1958 w Saint-Esprit na Martynice, zm. 30 lipca 1999 w Fort-de-France) – francuski lekkoatleta (sprinter), medalista olimpijski z 1980 i dwukrotny mistrz Europy juniorów z 1977.
Na mistrzostwach Europy juniorów w 1977 w Doniecku zwyciężył w biegu na 100 metrów oraz w sztafecie 4 × 100 metrów (biegła w składzie: Pierrick Thessard, Panzo, Patrick Barré i Pascal Barré).
Zajął 4. miejsce w sztafecie 4 × 100 metrów na mistrzostwach Europy w 1978 w Pradze (w składzie: Patrick Barré, Pascal Barré, Lucien Sainte-Rose i Panzo).
Zdobył brązowy medal w sztafecie 4 × 100 metrów na igrzyskach olimpijskich w 1980 w Moskwie (sztafeta biegła w składzie: Antoine Richard, Pascal Barré, Patrick Barré i Panzo), a w finale biegu na 100 metrów zajął 8. miejsce.
W 1981 zwyciężył na 100 metrów w prestiżowym mityngu lekkoatletycznym ISTAF w Berlinie. Późniejsza kariera Panzo naznaczona była kontuzjami.
Był mistrzem Francji juniorów w biegu na 100 metrów w 1976, 1977 i 1978, a wśród seniorów w 1978 i 1980.
Zmarł na Martynice w 1999.
Rekordy życiowe Panzo:
| Konkurencja        | Data i miejsce           | Wynik |
| ------------------ | ------------------------ | ----- |
| bieg na 100 metrów | 7 czerwca 1980, Colombes | 10,24 |
| bieg na 200 metrów | 19 sierpnia 1981, Zurych | 21,01 |